# Elecciones locales de Bogotá de 1997
El 26 de octubre de 1997 se realizaron las elecciones regionales en Colombia; como parte de éstas en Bogotá fueron elegidos:
- El Alcalde Mayor
- Los 42 miembros del Concejo Distrital
- Los miembros de las Juntas Administradoras Locales de las 20 localidades de la ciudad (entre 7 y 13 por localidad, según su población)

## Alcaldía Mayor
El Partido Liberal Colombiano, que había perdido las Elecciones locales de Bogotá de 1994 se encontraba dividido entre al menos nueve precandidaturas (los exministros Rudolf Hommes, Néstor Humberto Martínez, José Fernando Isaza y Luis Fernando Rosas; los concejales Carlos Ossa Escobar, Mauricio Jaramillo y Enrique Vargas Lleras y los excandidatos Enrique Peñalosa y Antonio Galán), cuyos aspirantes no lograban acordar un método de elección de un candidato único. En junio, sólo Vargas Lleras y Rosas decidieron participar como precandidatos al interior del liberalismo, mientras Peñalosa, Martínez, Hommes y Galán optaron por postular como independientes.; finalmente el liberalismo tuvo como candidato oficial a Vargas Lleras, mientras que como "liberales independientes" se presentaron Enrique Peñalosa, Néstor Humberto Martínez, Rudolf Hommes, Antonio Galán y el exalcalde Jaime Castro, mientras los concejales Carlos Ossa y Dimas Rincón formaron sus propios movimientos.
En el Partido Conservador Colombiano se optó por respaldar al populista Carlos Moreno de Caro, candidato en 1994, quien se inscribió nuevamente por el Movimiento Defensa Ciudadana, mientras que Juan Diego Jaramillo, candidato en 1992, postuló como independiente. 
El concejal independiente Juan Carlos Flórez, el excongresista del M-19 Gustavo Petro y el empresario Harry Geithner completaron el panel de aspirantes a la Alcaldía.
Gracias a su fuerte preparación en urbanismo y el impulso de haber sido segundo en la elección de 1994, las encuestas consolidaron como favorito a Peñalosa, mientras que aprovechando la división del resto del liberalismo, Carlos Moreno de Caro consiguió un sólido arraigo en los sectores populares de la ciudad.
| Candidato                     | Partido                            | Votos     | %         |
| ----------------------------- | ---------------------------------- | --------- | --------- |
| Enrique Peñalosa Londoño      | Por la Bogotá que queremos         | 619.086   | 48,82     |
| Carlos Moreno de Caro         | Defensa Ciudadana                  | 397.147   | 31,32     |
| Antonio Galán Sarmiento       | Cívico                             | 61.828    | 4,88      |
| Juan Carlos Flórez Arcila     | Ciudadanos en Formación            | 38.662    | 3,05      |
| Enrique Vargas Lleras         | Partido Liberal Colombiano         | 32.989    | 2,60      |
| Rudolf Hommes                 | Unidad Democrática                 | 25.254    | 1,99      |
| Jaime Castro                  | Bogotá Causa Común                 | 7.822     | 0,62      |
| Gustavo Petro Urrego          | AD M-19                            | 7.084     | 0,56      |
| Dimas Rincón Parra            | Partido Cívico Ecológico           | 6.031     | 0,48      |
| Carlos Ossa Escobar           | Alianza Social Indígena            | 5.278     | 0,42      |
| Juan Diego Jaramillo          | Movimiento Nacional Conservador    | 4.035     | 0,32      |
| Helmer Zuluaga Vargas         | Vamos Colombia                     | 2.604     | 0,21      |
| Néstor García Buitrago        | M-19                               | 2.288     | 0,18      |
| Édgar Montenegro              | Convergencia Popular Cívica        | 2.119     | 0,17      |
| Harry Geithner                | Corriente de Renovación Socialista | 1.836     | 0,15      |
| Votos blancos                 | Votos blancos                      | 54.094    |           |
| Total de votos válidos        | Total de votos válidos             | 1.268.157 |           |
| Votos nulos                   | Votos nulos                        | 13.027    |           |
| Tarjetas no marcadas          | Tarjetas no marcadas               | 37.077    |           |
| Total de votos escrutados     | Total de votos escrutados          | 1.318.661 | 42.73%    |
| Total de votantes habilitados | Total de votantes habilitados      | 3.085.789 | 3.085.789 |